# Pachliopta adamas
Pachliopta adamas är en fjärilsart som först beskrevs av Johann Leopold Theodor Friedrich Zincken 1831.  Pachliopta adamas ingår i släktet Pachliopta och familjen riddarfjärilar. Inga underarter finns listade i Catalogue of Life.